# Cuban
Cubanul  este un compus organic sintetic cu formula chimică C8H8. Este o hidrocarbură formată din opt atomi de carbon dispuși în colțurile unui cub, cu un atom de hidrogen atașat la fiecare atom de carbon. Este o substanță cristalină solidă. A fost sintetizat pentru prima dată în 1964 de Philip Eaton și Thomas Cole. Înaintea acestei sinteze, Eaton a crezut că substanța nu poate fi sintetizată, din cauza unghiurilor de 90 grade din structura moleculară.
Forma cubică moleculară face ca atomii de carbon să adopte un unghi de legătură neobișnuit, de 90°, care ar fi foarte tensionat în comparație cu unghiul de 109,45° al unui carbon tetraedric. Odată format, cubanul este destul de stabil din punct de vedere cinetic, din cauza lipsei unor metode de descompunere imediate. Astfel, este cea mai simplă hidrocarbură cu simetrie octaedrică.

## Obținere
Sinteza clasică realizată în anul 1964 începe cu transformarea 2-ciclopentenonei la 2-bromociclopentadienonă:
Prin bromurare alilică cu N-bromosuccinimidă în tetraclorură de carbon, urmată de adăugarea de brom molecular la alchenă, se obține o 2,3,4-tribromociclopentanonă. Tratarea acestui compus cu dietilamină în eter dietilic determină eliminarea a doi echivalenți de acid bromhidric pentru a obține produsul dienic:

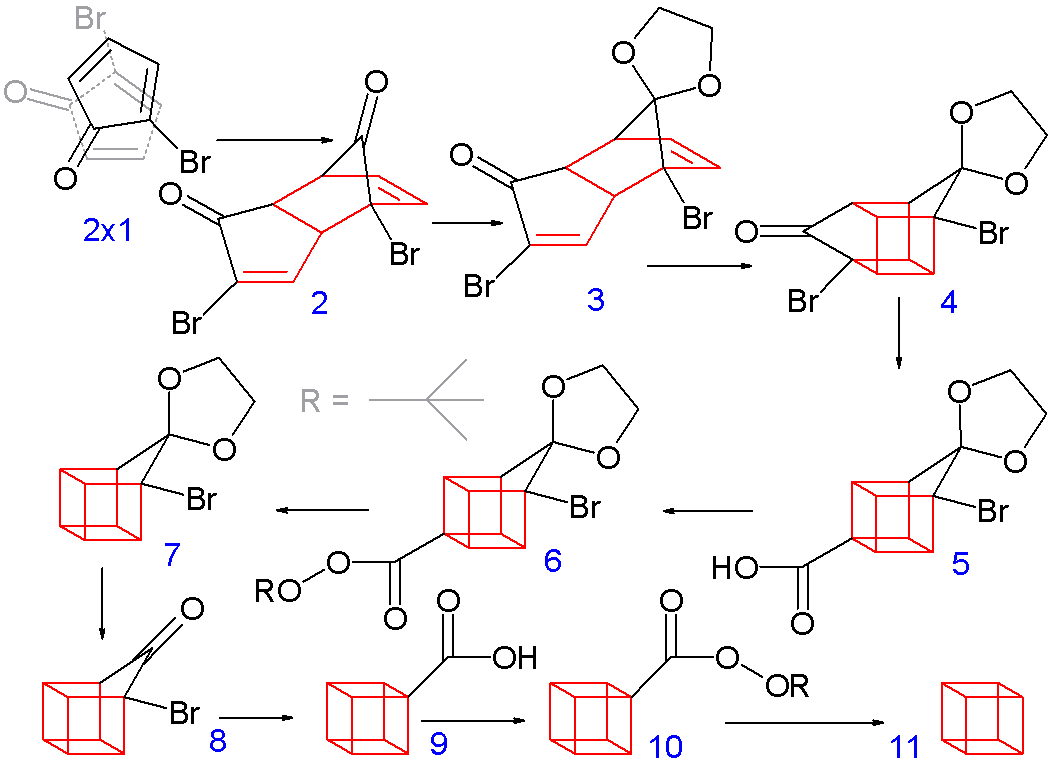
Eaton's 1964 synthesis of cubane

Construcția formei cubanului, cu structura formată din opt atomi de carbon, începe atunci când 2-bromociclopentadienona suferă o dimerizare spontană de tip Diels-Alder. Ulterior, un cetal al izomerului endo este deprotejat selectiv cu soluție de acid clorhidric (3).
În etapa următoare, izomerul endo 3 (cu ambele grupe alchene în imediata apropiere) formează izomerul 4, printr-o cicloadiție fotochimică [2+2]. Gruparea bromocetonă este transformată în acidul carboxilic cu 5 printr-o transpoziție Favorskii, în prezență de hidroxid de potasiu. În continuare, are loc decarboxilarea termică prin clorura de acid (cu clorură de tionil) și peresterul de terț-butil 6 (cu hidroperoxid de terț-butil și piridină) la compusul 7; după aceea, acetalul este din nou eliminat pentru a forma 8. O a doua transpoziție Favorskii dă compusul 9, iar în final o altă decarboxilare dă, prin intermediarul 10, cubanul (11).

## Proprietăți
Cuneanul poate fi produs din cuban printr-o reacție de transpoziție σ catalizată de ioni metalici:

Cu un catalizator de rodiu, se formează mai întâi sin-triciclooctadiena, care se poate descompune termic în ciclooctatetraenă la 50-60 °C:

## Derivați
Datorită energiei potențiale ridicate și a stabilității cinetice, cubanul și compușii săi derivați sunt utili pentru stocarea controlată a energiei. De exemplu, octanitrocubanul și heptanitrocubanul au fost studiați ca explozibili de înaltă performanță.